# Баграм (авиабаза)
Авиабаза Багра́м — военный аэродром в Афганистане, расположенный вблизи города Баграм. В 1979—1989 годах был основной военной базой в Афганистане для ВВС СССР, с 2006 по 2021 годы — для ВВС США. Ныне находится под управлением Министерства обороны Афганистана. 

## Описание
Расположена в провинции Парван в 11 км на юго-восток от города Чарикар и в 47 км к северу от Кабула.
Имеется взлётно-посадочная полоса длиной 3000 метров, она способна принимать тяжёлые транспортные самолёты и стратегические бомбардировщики. На территории авиабазы Баграм находится три больших ангара, контрольная башня и значительное число технических построек. К взлётно-посадочной полосе ведут пять рулёжных дорожек, а общее число летательных аппаратов, одновременно находящихся на базе, может достигать 110.

## История
Аэропорт был построен 1950-х годах. В 1976 году там была построена взлётно-посадочная полоса, способная принимать тяжёлые транспортные самолёты и стратегические бомбардировщики.

### Советское присутствие (1979—1989 гг.)
В период советско-афганской войны в городе Баграм был развёрнут крупный военный гарнизон 40-й армии ВС СССР. Аэродром Баграм, помимо боевых задач, также использовался как транспортный узел.
Для охраны аэродрома в декабре 1979 года из Союза была направлена оперативная группа 345-го парашютно-десантного полка из Ферганы.
На аэродроме Баграм в период войны базировались следующие подразделения:
- 262-я отдельная вертолетная эскадрилья на вертолётах Ми-8 и Ми-24. Перелёт вертолётов эскадрильи на аэр. Баграм был выполнен ещё до официального ввода войск в Афганистан 23 августа 1979 года, личный состав был одет в афганскую военную форму. В дальнейшем эскадрилья базировалась на аэр. Баграм до окончания боевых действий и выведена в Союз на аэр. Каган, где расформирована в начале 1989 года.
- эскадрилья от 87-го отдельного разведывательного авиационного полка на самолётах МиГ-21Р, дислоцировалась на аэр. Баграм со 2 января по 25 апреля 1980 года. В дальнейшем была сформирована 263-я отдельная авиационная эскадрилья тактической разведки, которая размещалась в Баграме с 1984 по 1989 год. Техника эскадрильи — самолёты Су-17М3Р. Личный состав служил по ротационной схеме, заменяясь из Союза ССР ежегодно; всего в эскадрилье с 1984 по 1989 годы проходили службу авиаторы из Карши, Чимкента, Борзи, Вазиани и Екабпилса.
- 378-й отдельный штурмовой авиационный полк на самолётах Су-25, дислоцировался составом двух эскадрилий в Баграме и одна эскадрилья в Кандагаре. Полк был  сформирован в Афганистане 9 октября 1984 года на базе 200-й отдельной штурмовой эскадрильи, управление полка и одна эскадрилья из состава 80-го штурмового авиаполка  из Ситил-Чая. Личный состав 378- го полка менялся ежегодно по ротации, всего через этот полк прошли авиаторы из Арциза, Калинова, Черниговки, Пружан. 4 февраля 1989 года полк выведен на территорию БССР на аэродром Поставы Витебской области. Это один из немногих полков, который не был расформирован после вывода войск из Афганистана, и на основании Директивы МО СССР и ГК ВВС 21 марта полк вошёл в состав 26-й ВА БелВО[1].

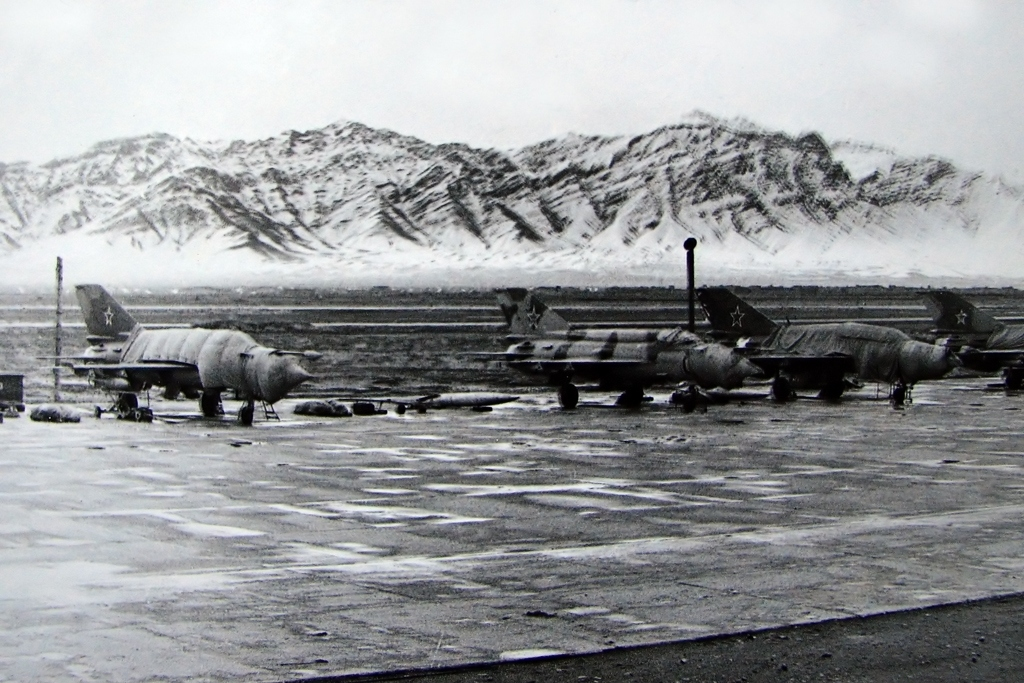
Советские истребители МиГ-21 на авиабазе в 1980 году
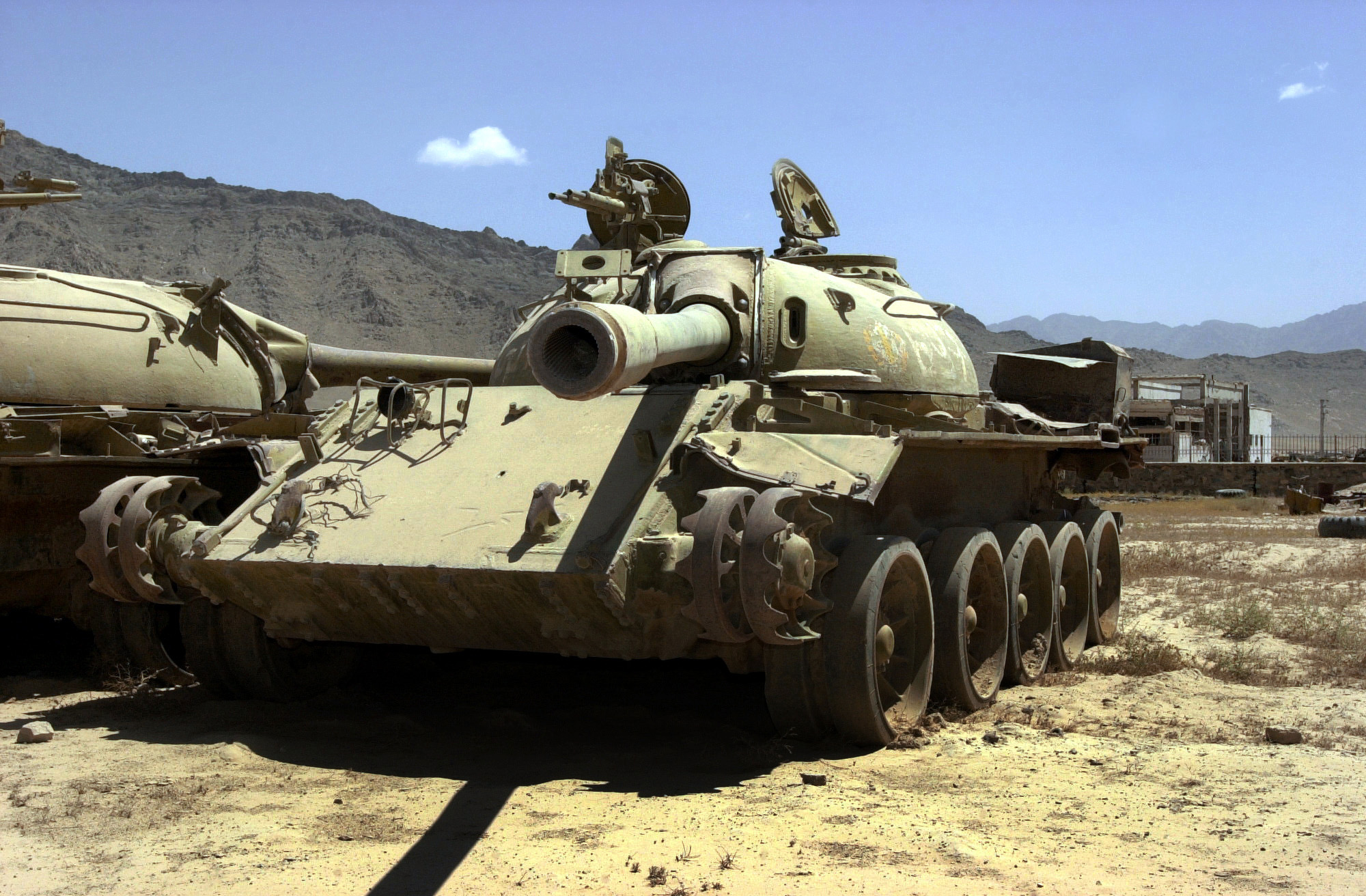
Корпуса советских танков на территории базы в 2002 году

### Американское присутствие (2001—2021 гг.)
На июнь 2005 года авиабаза Баграм использовалась для доставки грузов тяжёлыми транспортными самолётами C-17 Globemaster III.
29 апреля 2013 года около авиабазы Баграм произошла авиакатастрофа. На самолёте Boeing 747-400 американского грузового перевозчика National Airlines сместился груз, вследствие чего нос самолёта задрался на закритические углы, скорость упала ниже границы сваливания. Экипаж попытался выровнять самолёт, но земля была слишком близко, борт столкнулся с землёй и взорвался. Катастрофа была зафиксирована видеорегистратором проезжающей машины.

С 2002 по 2021 год использовалась ВВС США в ходе американских военных действий. В Баграме базировалось 455-е экспедиционное крыло ВВС США. 1 июля 2021 года американские военные покинули авиабазу, а 15 августа 2021 года в ходе последовавшего наступления она была взята под контроль исламистским движением «Талибан».

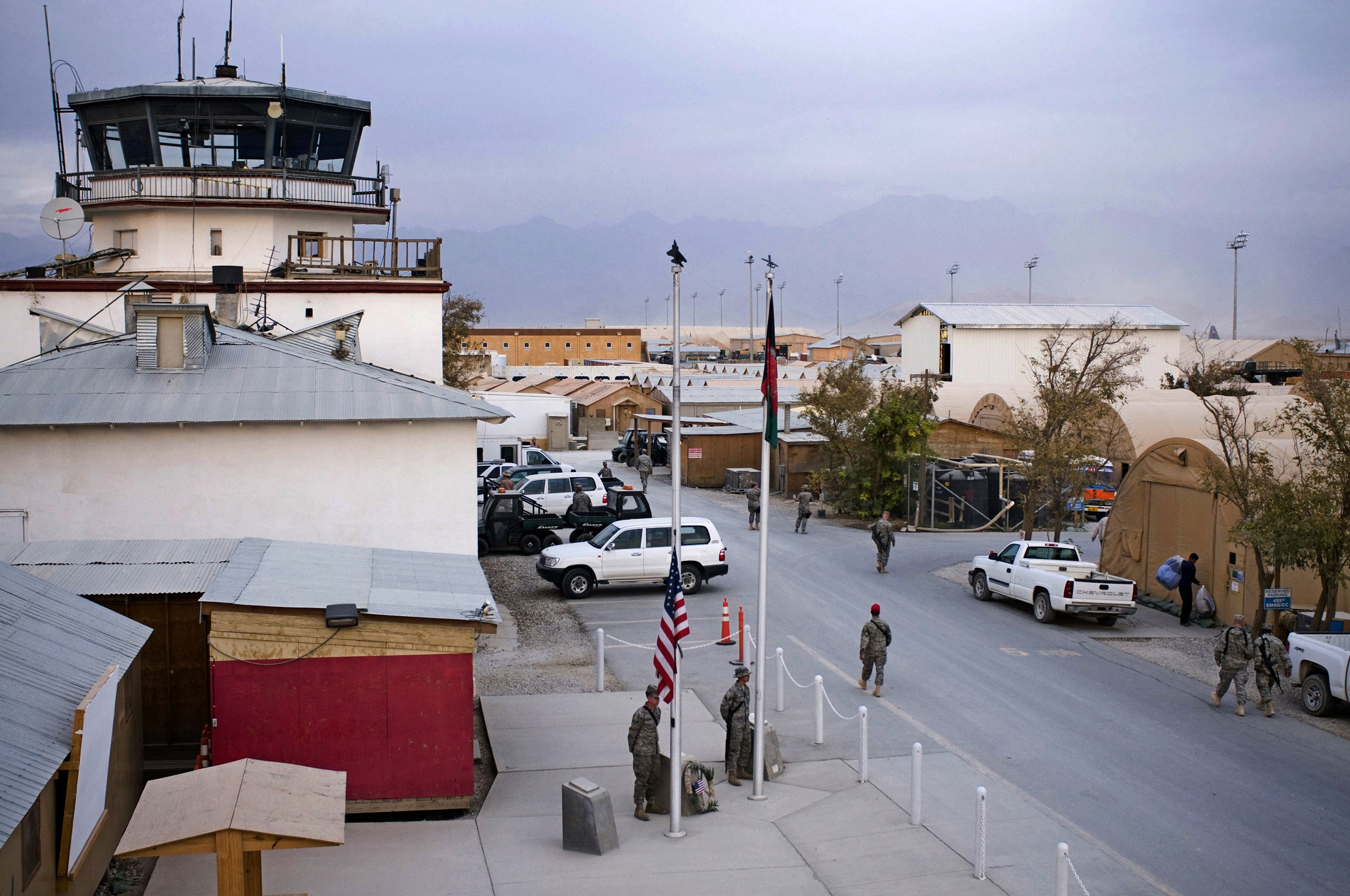
Жилая зона авиабазы Баграм в 2008 году
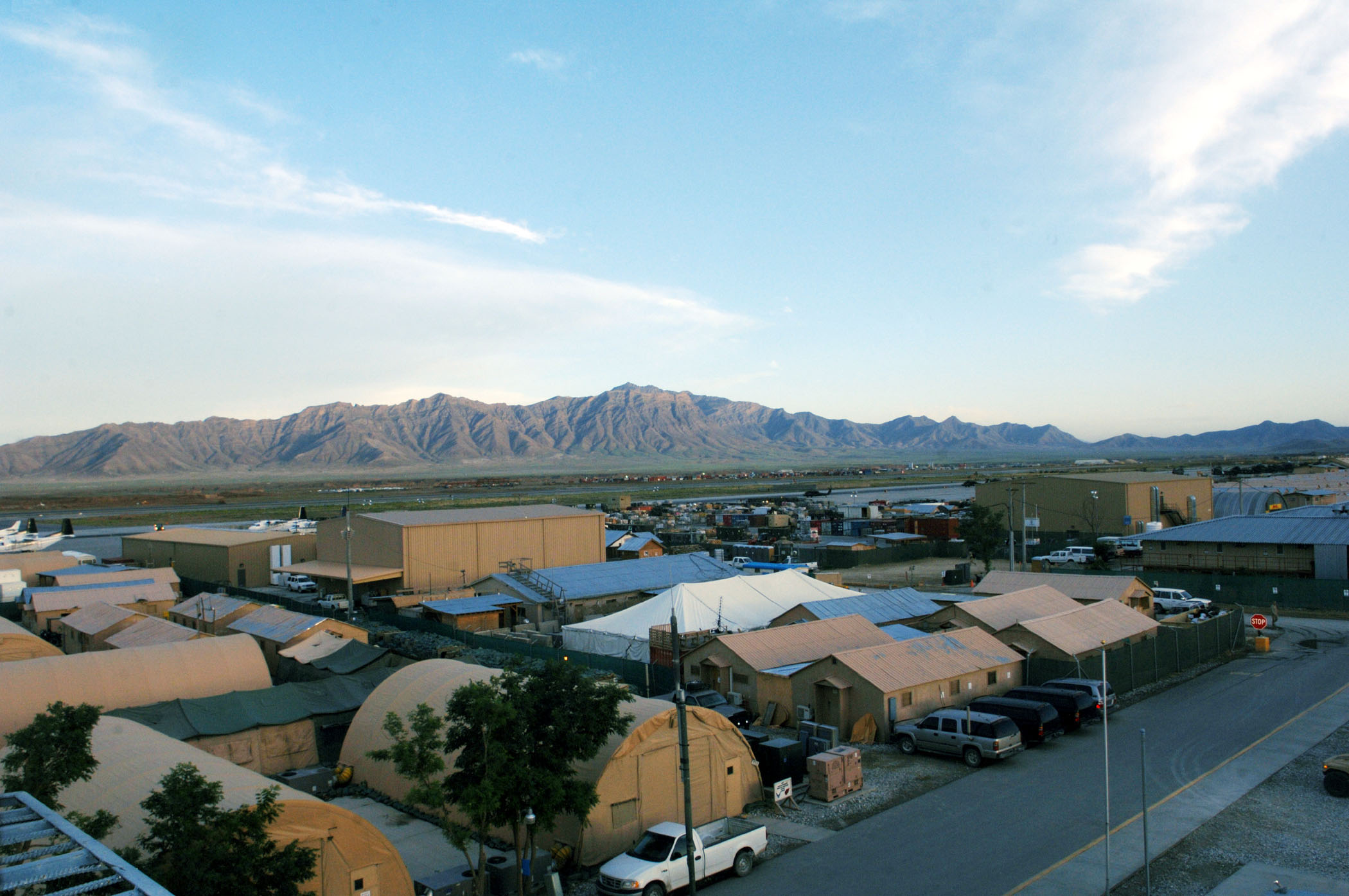
Жилая зона авиабазы Баграм в 2008 году
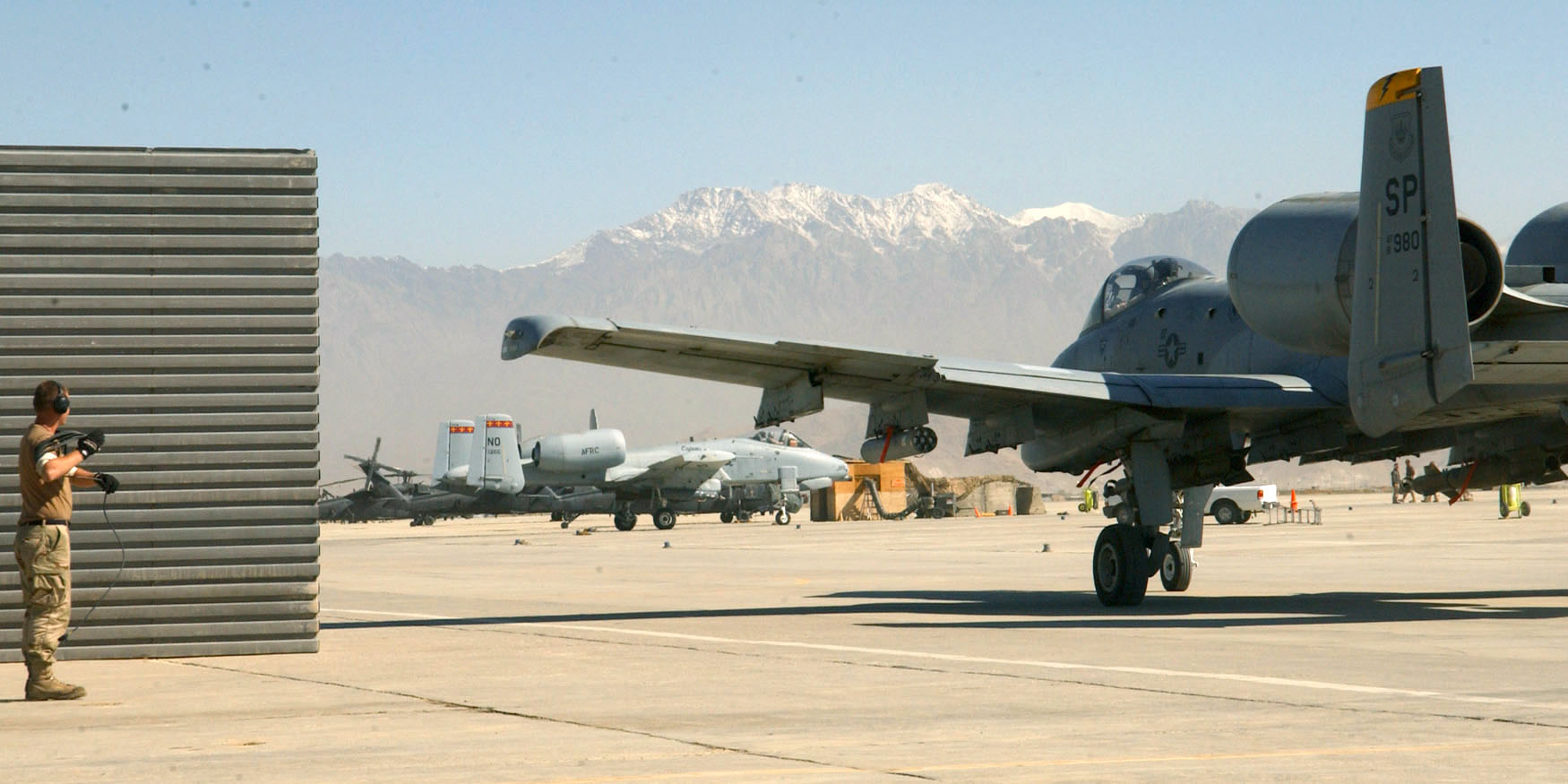
ВПП авиабазы в 2006 году
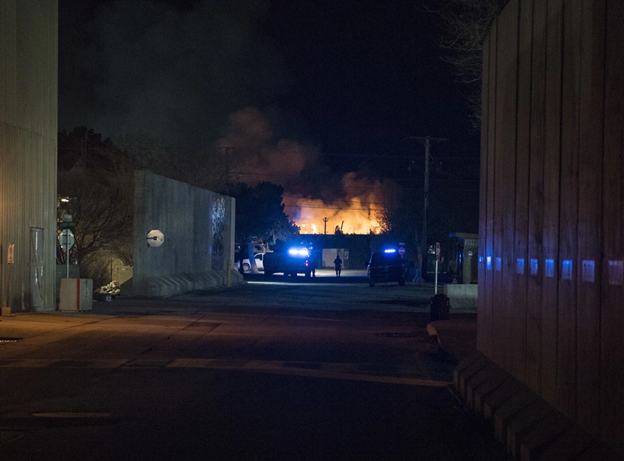
Авиабаза Баграм во время террористической атаки в 2019 году
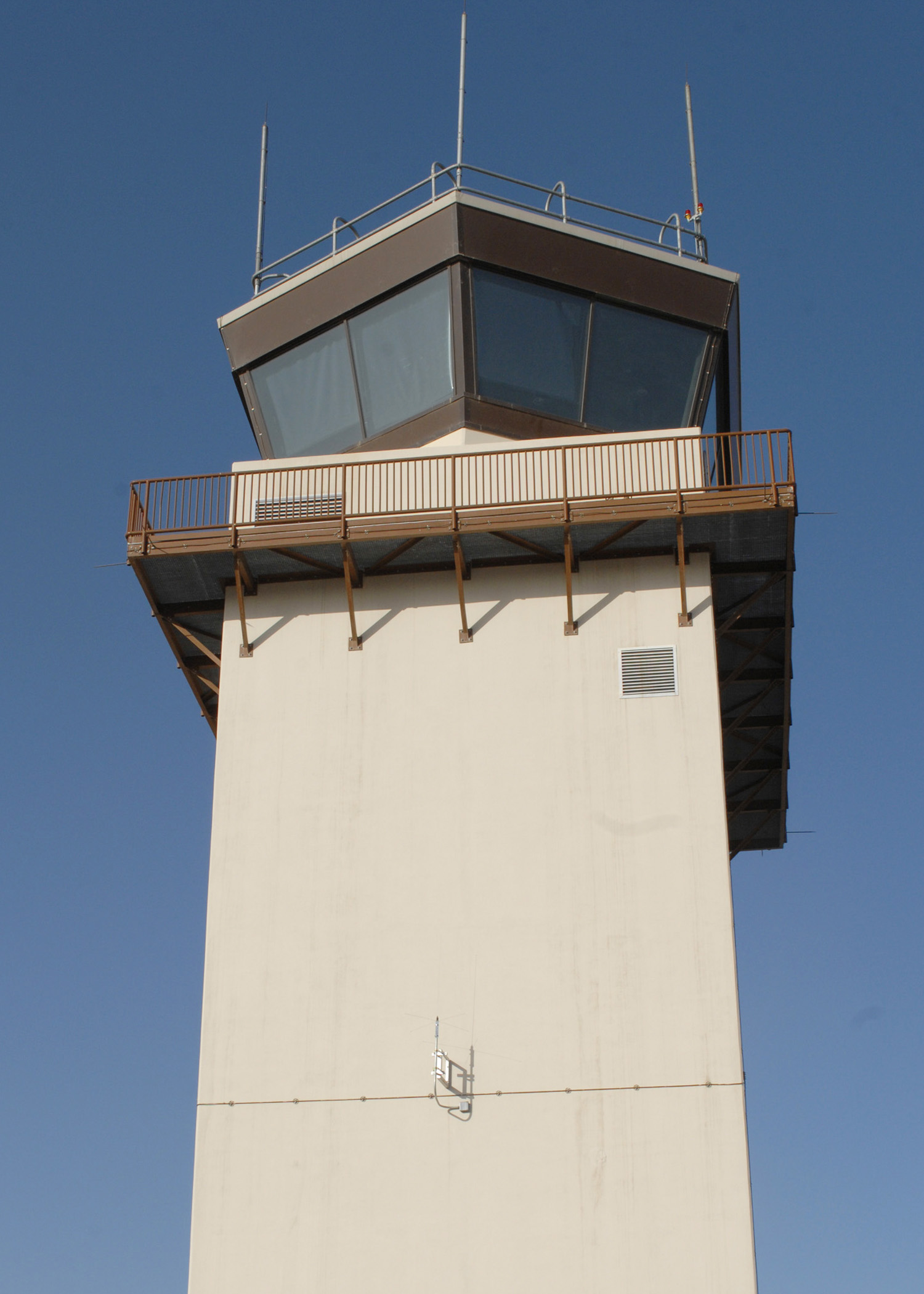
Командно-диспетчерский пункт
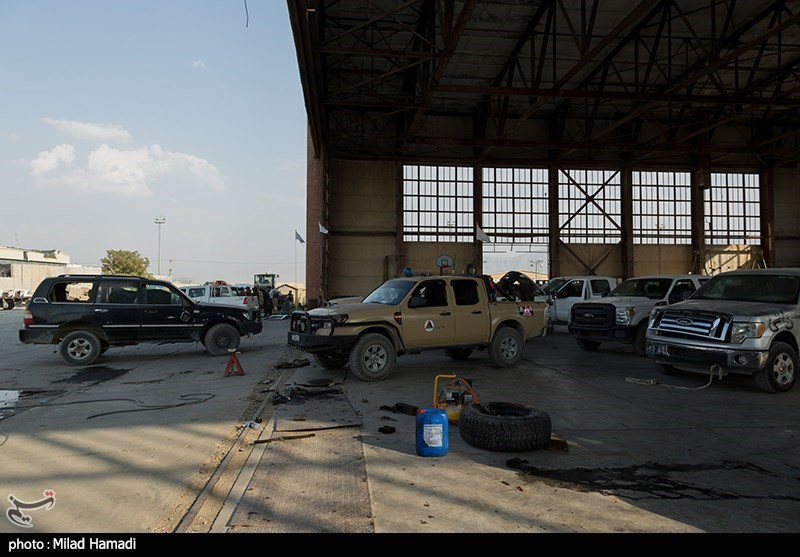
Авиабаза Баграм в 2021 году, после вывода американской армии

## Мемориал
В 1987 году на территории базы был сооружен мемориал в честь пятерых советских лётчиков, погибших при исполнении интернационального долга: Алёшин, В. Земляков, В. Палтусов, Бурак и Герой Советского Союза Павлюков.
Во время военных действий мемориал был разрушен и восстановлен в 2006 году американскими военнослужащими: сержантами ВВС США Дэвидом Кили, Раймондом Россом и Томом Кларком. В 2008 году он был вновь разрушен в ходе разминирования местности.